# Hellfish
Pour les articles homonymes, voir Cobb.
Hellfish, de son vrai nom Julian Cobb, est un producteur et disc jockey britannique de techno hardcore. Ses compositions se rattachent principalement à l'industrial hardcore, au breakcore et est considéré comme l'un des créateurs du UK hardcore. Il fait partie du Hall of Fame du festival Thunderdome.

## Biographie
Cobb est l'un des pionniers britannique de la techno hardcore, notamment au travers du lancement de son label Deathchant en 1994,. Concernant son style musical, Hellfish révèle publiquement que « je souffre d'intolérance à tout ce qui est en dessous de 200 BPM. »
En 2001, il publie son album orienté drum and bass et hip-hop intitulé Meat Machine Broadcast System ; Kingsley Marshall, du site AllMusic attribue une note de trois étoiles sur cinq. L'année suivante en 2002, il sort Constant Mutation ; l'album reçoit quatre étoiles sur cinq sur AllMusic.
Le 16 janvier 2012, il sort son album Chained Evil au label Psychik Genocide ; l'album est bien accueilli avec une note de 80 sur 100 sur Partyflock. Le 21 décembre 2012, il participe au festival Doomsday. En 2013, il participe au festival Q-Base effectuant un mixset aux côtés de Ran-D, DJ Mad Dog et Acti ; la soirée est publiée comme album live. Cette même année, il participe au festival belge de Dour. Il joue aussi le 14 décembre 2019 à l'Usine de Genève, en Suisse et fait aussi partie du line-up de l'Astropolis de Brest, en France, organisé entre le 1er et le 5 juillet 2020.

## Discographie

### Albums studio
- 2001 : Meat Machine Broadcast System
- 2005 : One Man Sonic Attack Force
- 2012 : Chained Evil (DJ Mix)
- 2020 : King of Ironfist (Deathchant)
- 2020 : Now That's What I Call Hellfish Vol. 5
- 2022 : Meat Machine Attack System (Deathchant)
- 2024 : Guns Jesus Trucks and Spiderman (Deathchant)

### EP
- 1997 : Destined for Destruction
- 1997 : Driven by Rage
- 1998 : Hardcore Body Harvest
- 1999 : Turntable Savage
- 1999 : Serious-Evil-Shit-Mission-3
- 1999 : Rebel Bass
- 2000 : Man vs. Machine
- 2001 : Speed Drinking
- 2001 : Bring on the Hurricane Pain
- 2002 : C.J.D Ratborg Viper Breakz
- 2002 : Professional Psycho
- 2002 : Toilet War
- 2003 : Koala Fish Mutant Bird Breaks
- 2005 : Drunken Master / Gettin' Paid For Doing Shit
- 2005 : Armadrillo Mk.2 / Rampage@218
- 2005 : Ultraviolence / Pill Lesson
- 2006 : Now that's What I Call Hellfish! 01
- 2006 : Rip the Cut
- 2007 : Fatal Banana
- 2008 : The Anti-Citizen
- 2008 : Now Thats What I Call Hellfish Vol 2
- 2009 : Back to the Old Hip Hop Shit
- 2009 : The House of 1000 Kick Drums / Fishika
- 2011 : Da Deckwrecka / Test the Meths
- 2011 : Untitled
- 2012 : Hands Zup
- 2012 : Untitled (avec Bryan Fury)
- 2012 : West Coast Boogie
- 2012 : Now That's What I Call Hellfish Vol. 3 (Deathchant)
- 2013 : Untitled
- 2013 : Fully Weaponized Hellfish Battle Beats Vol 1
- 2013 : Fully Weaponized Hellfish Battle Beats Vol 2
- 2014 : The Beast Incarnate / Face Remover (PRSPCT XTRM)
- 2014 : Untitled (Deathchant)
- 2014 : Now thats What I Call Hellfish Vol. 4 (Deathchant)
- 2014 : Bonus Beatz (Deathchant)
- 2015 : Untitled (Deathchant)
- 2015 : Steel Fishfinger (Deathchant)
- 2015 : Untitled (Deathchant)
- 2015 : Hard as Steel  (Deathchant)
- 2015 : The New Ruler / Im Not Leaving (PRSPCT XTRM)
- 2016 : Untitled (avec The Teknoist)
- 2016 : Knuckle Dragger (avec Dolphin)
- 2017 : Fully Weaponized Hellfish Battle Beats Vol. 4
- 2017 : For The Fans / Step the Fuck Off
- 2017 : Kildem
- 2017 : The Hong Kong Chop (Hong Kong Violence)
- 2017 : Hellfish vs. Dolphin  – Those Were the Days
- 2017 : Hellfish & Bryan Fury – Marijuana Jones and the Tempo of Doom (Oblivion Underground Recordings)
- 2018 : Crack vs. Morphine EP
- 2018 : Hellfish & Bryan Fury – Baby Eaters (Love Love Records)
- 2018 : Hellfish & Bryan Fury – Fuck Everybody / Outcasts (PRSPCT XTRM)
- 2018 : Hellfish vs. Dolphin – 4 Tracks of Phonk EP
- 2018 : Untitled (Deathchant)
- 2019 : Fish Rulez / Beast Metal (PRSPCT XTRM)
- 2019 : Hellfish & Akira – The Sixsteen / Portland Street Blues
- 2020 : Fuck Em Up! EP (Deathchant)
- 2020 : The Hellfish Show EP 1
- 2020 : Hellfish & Akira – Feed The Llama / Rise of the Uptempians
- 2020 : The House Of 2000 Kickdrums
- 2020 : Ode to Bangface EP
- 2020 : Hellfish and Khaoz Engine – Hell and Khaoz Part 1
- 2021 : Hellfish vs. Khaoz Engine – Hell and Khaoz Part 2
- 2021 : Fully Weaponized Hellfish Battle Beats Vol. 5
- 2021 : Hellfish, Hardcoholics, Al Twisted – DC100 Part 7
- 2021 : God Is a Fish (PRSPCT Recordings)
- 2022 : We are Scumbags
- 2022 : Fishmouse featuring Hellfish and Doormouse – Fishmouse 01
- 2022 : Crybaby EP
- 2022 : Bullets in My Back / Burn Mo Fo
- 2023 : Fucklander (Sealand Recordings)
- 2023 : Bryan Fury and Hellfish – Fine Malt Legends (Deathchant)
- 2023 : Kill the Children EP
- 2023 : Fully Weaponized Battle Beats Vol. 6
- 2023 : Allstar Wankers EP (PRSPCT Recordings)
- 2024 : We Love PRSPCT (Deathchant)
- 2024 : Happy Birthday Thrasher (Deathchant)